# Чемпионат СССР по вольной борьбе 1986
42-й Чемпионат СССР по вольной борьбе проходил в Орджоникидзе с 22 по 24 мая 1986 года.

## Медалисты
| Весовая категория   | Золото                                      | Серебро                                              | Бронза                                          |
| ------------------- | ------------------------------------------- | ---------------------------------------------------- | ----------------------------------------------- |
| Наилегчайший вес    | Василий Гоголев Вооружённые Силы (Якутск)   | Гнел Меджлумян Вооружённые Силы (Ереван)             | Михаил Кушнир «Динамо» (Львов)                  |
| Легчайший вес       | Владимир Тогузов «Динамо» (Орджоникидзе)    | Эльшан Мамедов «Колос» (Харьков)                     | Сергей Замбалов «Буревестник» (Улан-Удэ)        |
| Полулёгкий вес      | Руслан Караев «Урожай» (Махачкала)          | Александр Хадарцев «Трудовые Резервы» (Орджоникидзе) | Камалутдин Абдулдаудов Вооружённые Силы (Минск) |
| Лёгкий вес          | Хазар Исаев Вооружённые Силы (Москва)       | Сергей Белоглазов «Динамо» (Киев)                    | Сергей Масьянов «Динамо» (Воронеж)              |
| 1-й полусредний вес | Арсен Фадзаев Вооружённые Силы (Ташкент)    | Борис Будаев Вооружённые Силы (Улан-Удэ)             | Абдулла Магомедов «Динамо» (Красноярск)         |
| 2-й полусредний вес | Адлан Вараев Вооружённые Силы (Грозный)     | Тарам Магомадов «Урожай» (Московская область)        | Сергей Китаев «Динамо» (Минск)                  |
| 1-й средний вес     | Владимир Модосян «Динамо» (Красноярск)      | Лукман Жабраилов «Динамо» (Махачкала)                | Юрий Воробьёв «Динамо» (Москва)                 |
| 2-й средний вес     | Махарбек Хадарцев «Динамо» (Ташкент)        | Ваха Евлоев Вооружённые Силы (Минск)                 | Санасар Оганисян «Спартак» (Москва)             |
| Полутяжёлый вес     | Аслан Хадарцев «Трудовые Резервы» (Ташкент) | Лери Хабелов Вооружённые Силы (Тбилиси)              | Роберт Тибилов Вооружённые Силы (Одесса)        |
| Тяжёлый вес         | Давид Гобеджишвили «Динамо» (Тбилиси)       | Виктор Зангиев «Динамо» (Орджоникидзе)               | Малхаз Мерманишвили Вооружённые Силы (Минск)    |